# Tulsequah River
Tulsequah River är ett vattendrag i Kanada.   Det ligger i provinsen British Columbia, i den västra delen av landet, 4 100 km väster om huvudstaden Ottawa.
I omgivningarna runt Tulsequah River växer i huvudsak barrskog. Trakten runt Tulsequah River är nära nog obefolkad, med mindre än två invånare per kvadratkilometer.